# Janning Kahnert
Janning Kahnert (* 1978 in Meyrin, Kanton Genf, Schweiz) ist ein deutscher Schauspieler.

## Leben
Janning Kahnert, in der Nähe von Genf geboren und im Französischen Jura aufgewachsen, stammt aus einer hanseatischen Akademikerfamilie. Nach dem Abitur und einer privaten Ausbildung absolvierte er sein Schauspielstudium von 2000 bis 2004 an der Hochschule für Schauspielkunst „Ernst Busch“ in Berlin. Während seines Studiums, wo u. a. Peter Zadek zu seinen Lehrern gehörte, spielte er bereits am Maxim Gorki Theater.
Nach seinem Studium war er zunächst am Schauspiel Köln (2004–2007) engagiert, wo er in Inszenierungen von Peter Zadek, Armin Petras, Sebastian Baumgarten, Alice Buddeberg und Erik Gedeon. Am Deutschen Schauspielhaus Hamburg, dem er von 2007 bis 2013 fest angehörte, arbeitete er mit den Regisseuren Dušan David Pařízek (als Camille Desmoulins in Dantons Tod), Jan Philipp Gloger (Das Ding von Philipp Löhle) und Christian Brey (Der Vorname von Matthieu Delaporte und Alexandre de la Patellière, deutschsprachige Erstaufführung) zusammen.
Ab der Spielzeit 2014/15 gehörte er bis 2018 zum fest zum Schauspielensemble des Staatstheaters Wiesbaden. Hier spielte er unter anderem Lord Arthur Goring in Der ideale Ehemann (Regie: Tilo Nest), Thomas Buddenbrock in einer Bühnenfassung der Buddenbrooks (Regie: Uwe Eric Laufenberg), Angelo in Maß für Maß (Regie: Jan Philipp Gloger), Mortimer in Arsen und Spitzenhäubchen (Regie: Ulrike Arnold) und als Jørgen Tesman in Hedda Gabler.
In der Spielzeit 2018/19 war er am Staatstheater Wiesbaden „mit kühl kalkulierender Glätte“ der Präsident von Walter in einer Neuinszenierung von Kabale und Liebe (Regie: Johanna Wehner), den er als Gast auch bei der Wiederaufnahme der Produktion in der Spielzeit 2019/20 verkörperte.
Ab Sommer 2018 gastierte er am Schauspielhaus Hamburg und ab der Spielzeit 2018/19 in mehreren Produktionen am Staatstheater Nürnberg. Seit der Spielzeit 2019/20 ist er festes Ensemblemitglied am Staatstheater Nürnberg. In der Spielzeit 2021/22 spielte er in der Amphitryon-Neuinszenierung den Diener Sosias.
Janning Kahnert wirkte neben seiner Theaterarbeit auch in einigen Film- und Fernsehproduktionen mit. In der 11. Staffel der ZDF-Serie SOKO Wismar (2014) übernahm Kahnert eine der Episodenrollen als tatverdächtiger Klinikarzt Dr. Niklas Meerhof. In der 1. Staffel der Vorabendserie Die Kanzlei (2015) spielte er einen arroganten Jung-Intendanten an der Seite von Bernd Stegemann und Herbert Knaup.
Außerdem arbeitet er als Sprecher (Hörfunk, Lesungen) und Rezitator. Janning Kahnert lebt in Düsseldorf.

## Filmografie (Auswahl)
- 2008: Die Entdeckung der Currywurst (Kinofilm)
- 2012: Notruf Hafenkante: Abgetaucht (Fernsehserie, eine Folge)
- 2013: Tatort: Puppenspieler (Fernsehreihe)
- 2014: SOKO Wismar: Tödliche Nebenwirkungen (Fernsehserie, eine Folge)
- 2015: Die Kanzlei: Der letzte Vorhang (Fernsehserie, eine Folge)
- 2025: SOKO Köln: Männerfrühstück (Fernsehserie, eine Folge)

## Hörspiele (Auswahl)
- 2012: Rainer Gussek: Die Gallanos – Zirkus trifft Krimi (2. Folge: Angst vor der Riesenechse [2 Teile]) (POM Karge) – Regie: Ilka Bartels (Original-Hörspiel, Kinderhörspiel, Kriminalhörspiel – NDR)
- 2013: Volker Präkelt: The Dark Side Of The Moon (Rick Wright) – Komposition und Regie: Volker Präkelt (Original-Hörspiel – NDR)
- 2014: Sabine Stein: Radio-Tatort: Stand der Dinge (Justus Döring) – Regie: Andrea Getto (Original-Hörspiel, Kriminalhörspiel – NDR)